# Пессанья, Маноэл
Маноэл (Мануэл) Пессанья (порт.-браз. Manoel (Manuel) Pessanha; 23 марта 1918, Барра-Манса — 16 августа 2003, Рио-де-Жанейро), более известный как Леле́ (Lelé) — бразильский футболист, нападающий.

## Карьера
Маноэл Пессанья начал карьеру в клубе «Мадурейра» в 1940 году. Там он провёл два сезона, выступая вместе с Жаиром и Исаясом. Это трио прозвали «три тупицы».. В 1942 году главный тренер клуба «Васко да Гама», Ондино Виера, пригласил в свой клуб сразу троих этих футболистов. Там эти игроки составили знаменитый треугольник нападения, прозванный «три тупицы». В «Васко» Пессанья играл на протяжении 6 лет. Он выиграл с клубом два чемпионата штата Рио-де-Жанейро и, в 1948 году, клубный чемпионат Южной Америки, в розыгрыше которого он забил 4 гола. В 1945 году Леле стал лучшим бомбардиром чемпионата штата Рио-де-Жанейро, забив 13 голов.
В составе сборной Бразилии Леле дебютировал 10 марта 1940 года в матче Кубка Рока с Аргентиной, в котором бразильцы победили 3:2. Следующий матч он провёл в составе сборной лишь спустя 4 года: 14 мая 1944 года Бразилия крупно обыграла Уругвай со счётом 6:1, а последний мяч во встрече забил Леле. 16 декабря 1945 года Леле провёл последний матч за сборную, в котором Бразилия проиграла Аргентине 3:4 в рамках розыгрыша Кубка Рока. В 1946 году Леле поехал в составе сборной на чемпионат Южной Америки, но на поле не выходил.

## Международная статистика
| Матчи Леле за сборную Бразилии | Матчи Леле за сборную Бразилии | Матчи Леле за сборную Бразилии | Матчи Леле за сборную Бразилии | Матчи Леле за сборную Бразилии | Матчи Леле за сборную Бразилии | Матчи Леле за сборную Бразилии |
| ------------------------------ | ------------------------------ | ------------------------------ | ------------------------------ | ------------------------------ | ------------------------------ | ------------------------------ |
| №                              | Дата                           | Место проведения               | Оппонент                       | Счёт                           | Голы                           | Турнир                         |
| 1                              | 10 марта 1940                  | Буэнос-Айрес                   | Аргентина                      | 3:2                            | —                              | Кубок Рока                     |
| 2                              | 14 мая 1944                    | Рио-де-Жанейро                 | Уругвай                        | 6:1                            | 1                              | Товарищеский матч              |
| 3                              | 18 мая 1944                    | Сан-Паулу                      | Уругвай                        | 4:0                            | −                              | Товарищеский матч              |
| 4                              | 16 декабря 1945                | Сан-Паулу                      | Аргентина                      | 3:4                            | —                              | Кубок Рока                     |

## Достижения

### Командные
- Обладатель Кубка Рока: 1945
- Чемпион штата Рио-де-Жанейро: 1945, 1947
- Победитель клубного чемпионата Южной Америки: 1948

### Личные
- Лучший бомбардир чемпионата штата Рио-де-Жанейро: 1945 (13 голов)